# Gundlachia (Asteraceae)
Gundlachia là một chi thực vật có hoa trong họ Cúc (Asteraceae).

## Loài
Chi Gundlachia gồm các loài: